# Usman Qureshi
Usman Qureshi, född 21 januari 1990, är en svensk fotomodell[källa behövs] och Bollywood-skådespelare.
År 2011 gjorde han sin Bollywood-debut i filmen Patiala House, där han spelade Akshay Kumar som ungdom. Han uppmärksammades i indisk media för sin porträttlikhet med Kumar, och likheterna ledde dessutom till missförstånd bland många fans som antagit att Usman är Kumars son.